# Jumeirah Group
Die Jumeirah Group (bis 2005 Jumeirah International) ist eine internationale Hotelkette im Besitz der Herrscherfamilie von Dubai, Al Maktum, in Verantwortung von Hamdan bin Raschid al Maktum, dem jüngsten Sohn des verstorbenen Scheichs Raschid bin Said Al Maktum und Bruder von Scheich Muhammad bin Raschid Al Maktum (aktueller Herrscher des Emirats Dubai und Premierminister, Verteidigungsminister sowie Vizepräsident der Vereinigten Arabischen Emirate). Jumeirah ist zudem Teil der Dubai Holding.
Der Name stammt von dem Dubaier Ortsteil Jumeirah ab, wo einige Anlagen des Konzerns stehen.
Erst 1997 gegründet stieg die auf Luxushotels spezialisierte Gruppe binnen weniger Jahre zu einer der bekanntesten und wohlhabendsten Hotelketten der Welt auf, nicht zuletzt dank spektakulärer Bauten wie dem Burj Al Arab und den Jumeirah Emirates Towers.
Während die Hotelkette in den ersten Jahren ausschließlich Anlagen in Dubai betrieb, strebt sie seit einigen Jahren auch ins Ausland. In Europa betrieb Jumeirah lediglich zwei Hotels in London, das Jumeirah Lowndes Hotel und das Jumeirah Carlton Tower. Im Februar 2011 wurde das dritte Projekt in London an der Park Lane eröffnet, die Grosvenor House Suites by Jumeirah Living. Das erste Hotel der Gruppe in Deutschland wurde im August 2011 in Frankfurt am Main als Bestandteil des Großbauprojekts Palaisquartier eröffnet. 2012 kamen das Jumeirah Port Soller Hotel & Spa auf Mallorca, das Pera Palace Hotel, Jumeirah in Istanbul sowie das Jumeirah Grand Hotel Via Veneto in Rom dazu; letzteres wird seit dem 1. Februar 2016 jedoch nicht länger von der Jumeirah Group betrieben.

## Standorte
Mit Stand Januar 2022 betreibt das Unternehmen 24 Luxushotels respektive Residenzen mit Fünf-Sterne-Hotelservice in Asien und Europa. Das einzige Hotel im deutschsprachigen Raum befand sich im Palaisquartier in Frankfurt am Main, wurde jedoch 2022 in ein JW Marriott umgewidmet.

## Naher Osten

### Abu Dhabi
- Jumeirah At Saadiyat Island Resort

### Kuwait
- Jumeirah Messilah Beach Hotel & Spa

### Oman
- Jumeirah Muscat Bay

### Dubai
- Jumeirah Beach Hotel
- Madinat Jumeirah (Al Qasr, Mina al Salam, Dar al Masyaf)
- Jumeirah Emirates Tower
- Jumeirah Creekside
- Jumeirah al Naseem
- Burj al Arab Jumeirah
- Jumeirah Zabeel Saray

## Europa

### Capri
- Capri Palace

### London
- The Carlton Tower
- Jumeirah Lowndes Hotel

### Mallorca
- Jumeirah Port Soller Hotel & Spa

## Asien-Pazifik

### Guangzhou
- Jumeirah Guangzhou
- Jumeirah Living Guangzhou

## Maldives
- Jumeirah Maldives Olhahali Island

## Nanjing
- Jumeirah Nanjing
- Jumeirah Shanghai
- Jumeirah Himalayas Hotel[4]

## Sonstiges
Mit One bietet die Gruppe ein sogenanntes Kundenbindungsprogramm an. Zum Portfolio der Jumeirah Group gehört auch der Wild Wadi Water Park, der auf dem Gelände des Jumeirah Beach Hotel liegt.